# Sibiville
Sibiville ist eine französische Gemeinde mit 115 Einwohnern (Stand 1. Januar 2022) im Arrondissement Arras des Départements Pas-de-Calais. Sie liegt im Kanton Saint-Pol-sur-Ternoise und ist Mitglied des Kommunalverbandes Ternois.
| Framecourt, Nuncq-Hautecôte | Hautecloque       | Buneville                                |
|                             | Kompass           | Moncheaux-lès-Frévent, Houvin-Houvigneul |
| Séricourt                   | Bouret-sur-Canche | Rebreuve-sur-Canche                      |

## Sehenswürdigkeiten

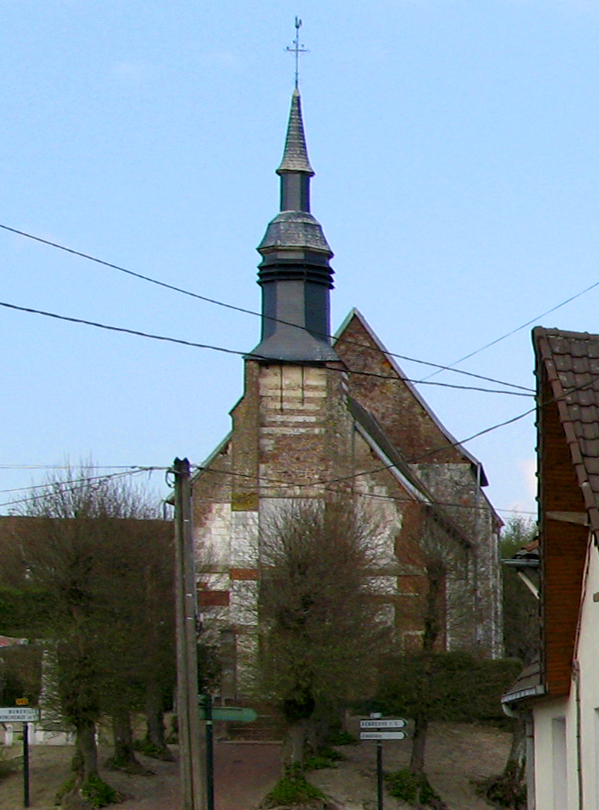
Kirche Notre-Dame